# Spiesia triflora
Spiesia triflora là một loài thực vật có hoa trong họ Đậu. Loài này được (Hoppe ex Sturm) Kuntze miêu tả khoa học đầu tiên năm 1891.